# Crossodactylodes pintoi
Crossodactylodes pintoi o rana bromelia marrón, es una especie de ránidos de la familia Leptodactylidae.

## Distribución geográfica
Se encuentra en Brasil.

## Estado de conservación
Se encuentra amenazada de extinción por la pérdida de su hábitat natural.